# Ефект на Комптън
Ефект на Комптън е вид нееластично разсейване на високоенергийни фотони (рентгенови лъчи и гама-лъчи) от свободни или слабосвързани електрони, при което се променя дължината на вълната на фотоните.
Ефектът е открит през 1923 година от американския физик Артър Холи Комптън, който получава Нобелова награда за физика през 1927 г. за откритието си.
При разсейването на фотон от електрон честотите на фотона съответно преди и след разсейването {\displaystyle \ \nu } и {\displaystyle \ \nu '} са свързани с уравнението:
{\displaystyle \nu '=\nu \;{1 \over {1+{h\nu  \over {m_{e}c^{2}}}(1-\cos \alpha )}},}
където {\displaystyle \ \alpha } е ъгълът на разсейване (между посоката на разпространение на фотона преди и след разсейването).
Ако се премине към дължина на вълната:
{\displaystyle \ \lambda '-\lambda =\lambda _{k}(1-\cos \alpha ),}
където {\displaystyle \lambda _{k}={h \over {m_{e}c}}} се нарича комптънова дължина на вълната.
За електрона {\displaystyle \lambda _{k}=2,4263\cdot 10^{-12}} m. Намаляването на енергията на фотона след комптъновото разсейване се нарича комптъново отместване. В класическата електродинамика разсейването на електромагнитните вълни от електрически заряд (томсъново разсейване, по името на Джоузеф Джон Томсън) не е съпроводено с намаляване на честотата им.
Обяснението на ефекта на Комптън не е възможно в рамките на класическата електродинамика. Според класическата физика електромагнитната вълна е непрекъсната и не би трябвало да променя дължината си при разсейване от свободни електрони. Ефектът на Комптън е директно доказателство за квантуване на електромагнитната вълна и потвърждава съществуването на фотона. Ефектът на Комптън е още едно доказателство за корпускулярно-вълновия дуализъм на микрочастиците.

## Обратен ефект на Комптън
Увеличаването на честотата (енергията) на фотон, който се разсейва от релативистки електрон с по-голяма енергия от енергията на фотона, се нарича обратен ефект на Комптън. Важен е в астрофизиката, където с него се обясняват рентгеновото излъчване от галактически източници, рентгеновата съставляваща на реликтовото лъчение (ефект на Сюнеяв – Зелдович), трансформацията на плазмените вълни във високочестотни електромагнитни вълни.